# Oslo
Pour les articles homonymes, voir Oslo (homonymie) et Christiania.
Cet article possède un paronyme, voir Ocelot.
Oslo (/↓ʊʂˈlʊ/ ) est la capitale de la Norvège. La ville s'est appelée Christiania de 1624 à 1924, selon l'ancienne graphie latine héritée du danois, ou communément Kristiania en dano-norvégien. Le 1er janvier 1925, elle a officiellement repris le nom d'un modeste faubourg, site historique de la première ville, fondée au fond de l'Oslofjord par Harald III et promue capitale royale sous Håkon V.
La ville d'Oslo compte, en 2022, une population de plus de 690 000 habitants, dont 25,6 % d'immigrants en 2020, ce qui en fait la ville la plus peuplée de Norvège. La région du Grand Oslo a, pour sa part, une population totale de 1 546 706 habitants, en 2023. La capitale regroupe ainsi 12,9 % de la population norvégienne et constitue tant une kommune qu'un fylke (comté), regroupant quinze bydeler (arrondissements), s'étendant largement autour du fjord d'Oslo et vers le nord-est.
Il n'y a pas de gentilé d'usage générique dans la langue norvégienne pour les habitants et originaires d'Oslo (sur le modèle de Tokyo, on parle parfois d'Osloïtes en français, voire très récemment d'Osloviens). En norvégien, le terme admis est Osloborger, dont la traduction littérale en français est « citoyen d'Oslo ».
La commune s'étend sur 450 km2 et possède de grands parcs, ainsi que des pistes de ski de fond. Important nœud de communication ferroviaire et portuaire, la ville est desservie par un réseau routier et autoroutier dense et de nombreux trains de banlieue.

## Toponymie
Après diverses hypothèses, l'origine du nom de la ville semble s'être définitivement débarrassée des tergiversations et de certaines élucubrations romantiques ou plus anciennes, comme celle du géographe et historien Peder Claussøn Friis en 1613. Au Moyen Âge, le nom de la ville était transcrit Ásló, aussi bien qu'Ósló, soit « la terre des Ases ». Le mot ló, en vieux norrois, signifie « clairière » ou « bande de terre » ; le terme ás en vieux norrois ou ós en ancien høgnorsk fait référence à une des deux grandes familles de dieux nordiques.
Oslo a pour surnom Tigerstaden (la « Ville du tigre »), en référence à la critique que lui fait l'auteur et polémiste Bjørnstjerne Bjørnson dans son poème de 1870 Siste Sang (« Dernier chant »), reprochant à la ville de se parer de couleurs variables selon le contexte sociopolitique — le pays était alors sous le joug suédois et peinait à lancer sa révolution culturelle, identitaire et indépendantiste. Pourtant, les habitants d'Oslo contemporains jugent ce surnom flatteur, symbole de leur grande capacité d'accueil des immigrants et d'intégration de leur culture. Lors du Jubilé de l'an 2000, une statue représentant un tigre est placée sur la place Fridtjof Nansen (sur le côté nord de l'Hôtel de ville), un bronze de plus grande dimension du même symbole étant dressé sur Jernbanetorget (place de la Gare), ainsi que d'autres en divers endroits de la capitale, notamment à Furuset, quartier où vivent de nombreux immigrants, essentiellement du Pakistan, du Viêt Nam et du Maghreb (Maroc et Algérie) (par ordre décroissant d'importance des communautés).

## Histoire

### Fondation légendaire
D'après les sagas nordiques, Oslo serait fondée aux alentours de l'an 1048 par le roi Harald III. Des fouilles archéologiques récentes ont mis au jour des tombes chrétiennes antérieures à l'an 1000, ce qui prouve qu'une communauté s'était déjà implantée précédemment sur le site. Cela tend à confirmer l'attribution traditionnelle de sa fondation à Olaf Tryggvason à cette date tout en justifiant la célébration du millénaire d'Oslo en 2000.
Oslo a affirmé son rôle de capitale à partir du règne de Håkon V Magnusson (1299-1319), qui y établit sa résidence permanente et commence la construction de la citadelle d'Akershus. Un siècle plus tard, la Norvège passe sous domination danoise, et Oslo est réduite au rang de simple chef-lieu de province, tandis que le roi en titre réside à Copenhague. Le fait que l'université d'Oslo — à l'époque dénommée « université de Christiania » — n'ait vu le jour qu'en 1811 montre à quel point la ville s'efface ensuite de la marche de l'histoire.

### Christiania

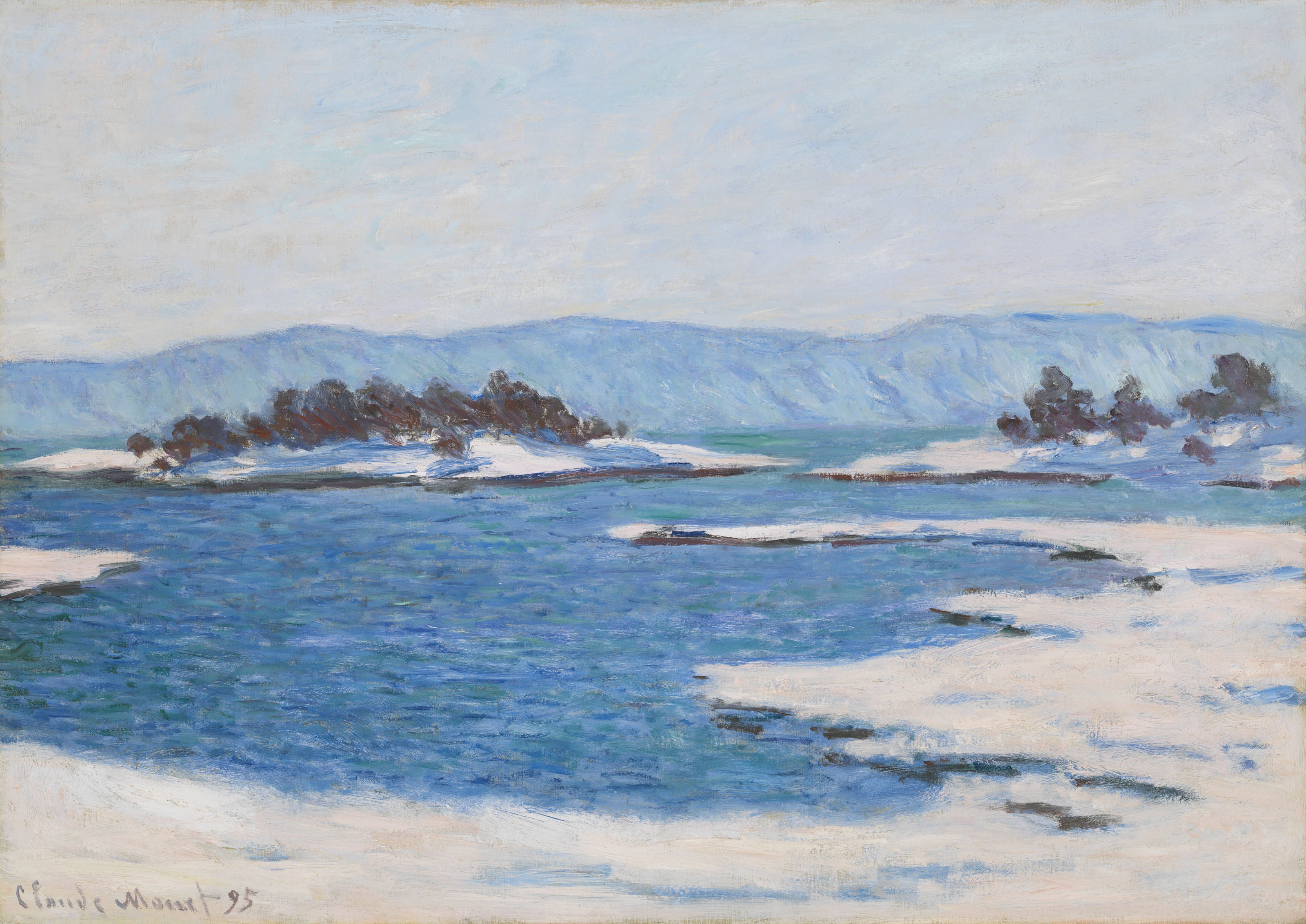
Fjord à Christiania, de Claude Monet (1895).

Oslo, détruite par un incendie en 1624, est reconstruite par le roi danois Christian IV de l'autre côté de l'anse de Bjørvika, près de la citadelle d'Akershus. En l'honneur du roi, la ville est rebaptisée Christiania, orthographié Kristiania selon les anciennes normes dano-norvégiennes. Elle ne retrouvera son ancien nom que par décision de la commune le 1er janvier 1925.
La ville, rebâtie après l'incendie de 1624, est déplacée à l'ouest près de la forteresse d'Akershus, résidence du gouverneur danois. Le roi Christian IV supervise avec soin cette reconstruction : il y voit un site défensif de premier ordre car les courants et la longueur du fjord d'accès — cent kilomètres depuis la mer ouverte du détroit du Skagerrak — limitent la facilité d'accès aux gros navires à voiles, privés de rames. Des comptoirs et des banques sont installés à nouveau, mais, si la sécurité maritime est bien assurée, ce n'est pas le cas sur la terre ferme à cause des menaces des voisins suédois. Pire, l'essor économique escompté ne survient pas et ce sont les marchands de bois hollandais qui drainent comme auparavant l'essentiel du trafic commercial, le bois flotté, dans ce petit centre régional. À partir de 1710, les Anglais prennent la place des Hollandais : ils préfèrent petit à petit le bois travaillé et Christiania se dote après 1790 d'une industrie du bois. En 1811, les Danois, conscients d'un regain de prospérité local depuis deux décennies, créent une petite université, appelée à être un centre intellectuel du pays à la fin du siècle.
En 1814, après les épisodes mouvementés et hauts en couleur de la constitution d'Eidsvoll, Christiania devient le siège du gouvernement et du Parlement du royaume de Norvège. Le souverain est également roi de Suède, ce qui entraîne, outre la pleine sécurité terrestre, la suppression des lourdes dépenses consacrées aux forteresses qui s'échelonnaient entre les deux pays, anciens rivaux scandinaves, réunifiés sous la même égide royale. Les commerçants de Christiania, ville de plus en plus dynamique malgré son retard sur Bergen, qui dépasse déjà 50 000 habitants, trouvent plus de débouchés, même s'ils se plaignent du contrôle douanier tatillon sous tutelle royale et suédoise.
La population passe de 10 000 habitants en 1805 à 225 000 habitants en 1900. L'essor maritime survient avec la navigation à vapeur. Puis le chemin de fer rompt l'enclavement de l'hinterland et accentue l'importance des manufactures, devenues fabriques et usines. Avant la Première Guerre mondiale, Christiania, siège administratif de l'État indépendant depuis 1905, est désormais un vrai port marchand, qui exporte du bois sous toutes ses formes ouvragées, de la cellulose et du papier, et un nœud ferroviaire d'importance nationale. Il importe des tissus, des denrées alimentaires de base (en particulier de la farine), des denrées exotiques, du charbon et du pétrole. Le travail du métal y supplée celui du bois, des chantiers navals y sont installés. Les industries textiles, alimentaires, électriques, mécaniques et électromécaniques, les groupes d'édition et de presse comme les entreprises d'arts graphiques produisent pour une grande partie du pays.
Au cours de ce siècle industriel, Christiania regagne son statut de centre commercial et culturel de la Norvège. Elle redevient capitale en 1814 lorsque l'union avec le Danemark prend fin. Le XIXe siècle voit la construction de nombreux édifices symboliques, comme le Palais royal (Det Kongelige Slott, 1848), le Parlement (Stortinget, 1866), l'université d'Oslo (Universitetet i Oslo, UiO), le Théâtre national (Nationaltheatret) et la Bourse (Oslo Børs). Enfin, après 1904 et la séparation définitive avec la couronne de Suède, Christiania est la capitale d'une nation souveraine et indépendante.
Fréquentée par des artistes de renommée internationale comme le peintre Edvard Munch, les écrivains Henrik Ibsen, Knut Hamsun et Sigrid Undset, ces deux derniers Prix Nobel de littérature, Christiania connaît un âge d'or culturel de 1875 à 1914.

### Changement de nom
Le 1er janvier 1925, Christiania change de nom et devient Oslo. Le changement de nom était prévisible en considérant la politique culturelle et linguistique de l'État norvégien[réf. nécessaire]. Le faubourg d'Oslo, lieu de la primitive fondation du roi norvégien Harald III, à l'apogée médiéval du XIIe siècle, donne son nom à la capitale, effaçant les traces de la longue hégémonie hanséatique ou danoise depuis l'union de Kalmar de 1397, de la même façon que les réformes de l'orthographe officielle s'efforcent de « norvégianiser » progressivement la langue[réf. nécessaire].

### Oslo
Oslo accueille les VIes Jeux olympiques d'hiver en 1952, consacrant ainsi son statut de grande ville du monde occidental. En mai 1995, les accords d'Oslo (Osloavtalen) sont signés par Shimon Peres (alors ministre des Affaires étrangères d'Israël) et l'OLP menée par Yasser Arafat, sous l'égide des États-Unis, ainsi qu'avec l'entremise du Norske Nobelkomité (Comité Nobel norvégien).
Il aura fallu attendre la fin du XXe siècle pour que le pays se dote d'une véritable Bibliothèque nationale (Nasjonalbiblioteket) dont l'administration est répartie entre Oslo et Mo i Rana. Auparavant, les fonctions de la bibliothèque nationale étaient remplies par la bibliothèque universitaire d'Oslo.

## Géographie

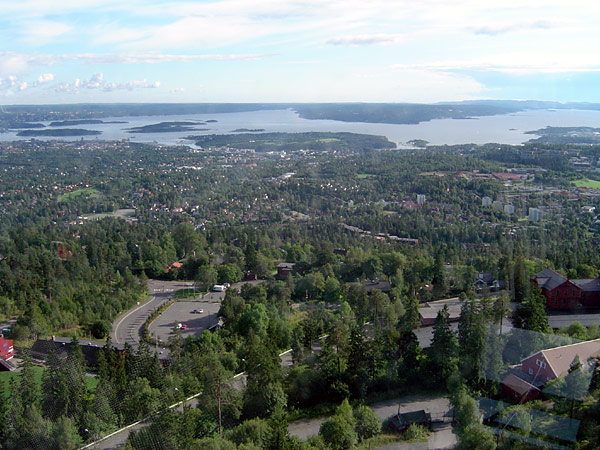
Vue d'Oslo en direction du sud, depuis le Holmenkollen.

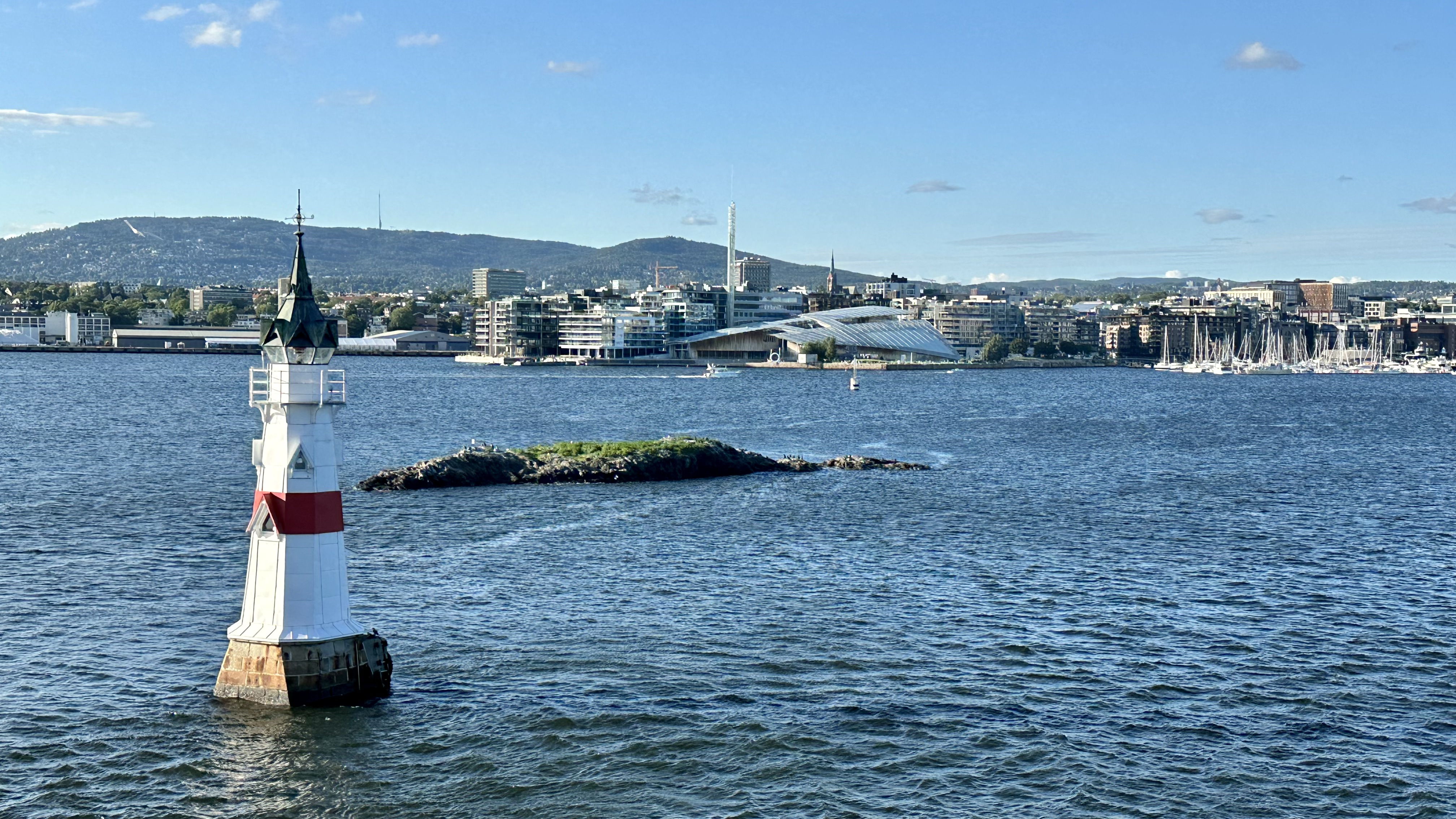
Vue sur le Musée Astrup Fearnley depuis le fjord.

Oslo occupe le territoire se situant à la limite septentrionale de l'Oslofjord intérieur, une dépendance du Skagerrak. Elle est traversée par la rivière Akerselva. Dans toutes les autres directions, la ville est entourée de collines verdoyantes. Les environs comptent une quarantaine d'îles, dont la plus importante est Malmøya (« L'Île du fer ») (0,56 km2), ainsi que pas moins de 343 lacs, dont le Maridalsvannet. Ceux-ci constituent une source importante d'eau potable pour tout l'ouest de la ville. Le taux de variation de la population est de 0,76 %.[Quand ?]
Le point le plus élevé est la colline Kjerkeberget (« La Montagne de l'Église »), à 631 mètres. Alors que la surface couverte par la ville est remarquablement vaste par rapport aux autres métropoles européennes, la population osloïte reste faible : le territoire municipal comprend de nombreux parcs et espaces ouverts qui lui donnent un aspect aéré et vert.
Bien que la plupart des forêts et des lacs entourant Oslo soient détenus par des propriétaires privés (sans préjudice au principe de droit ancien du allmennsrett, c'est-à-dire l'accès libre aux terres pour tous, quel que soit leur propriétaire, à condition de respecter faune et flore), il existe un large consensus populaire visant à leur conservation, quitte à aller à l'encontre du développement de la ville. De nombreux quartiers d'Oslo souffrent par conséquent de congestion, de rareté relative et de coûts généralement élevés de location ou d'achat des logements (selon les statistiques de 2006, Oslo est la troisième ville la plus chère au monde, après Tokyo et Osaka). Les citadins ont un accès quasi immédiat à la nature sauvage, notamment au nord à Nordmarka (la Forêt du Nord), une forêt dont les lacs les plus grands sont Bogstadvannet, Sognsvann et Maridalsvannet : aucun espace vert ou forêt n'est distant de plus de dix minutes à pied de sa porte, et Frognerseteren, proche de la station de sports d'hiver de Tryvann, est à 30 minutes en métro de Majorstua (près du parc Vigeland) et à 40 minutes du Storting (en plein centre-ville), changement de ligne compris.
La presqu'île de Bygdøy (sud-ouest d'Oslo), en grande partie résidentielle, est très appréciée par les habitants de l'agglomération d'Oslo, notamment pour son calme, ses petites rues, l'une des trois principales bases nautiques de la ville et la richesse de ses divers musées. S'y trouve aussi la ferme du roi.

### Climat
Le climat d'Oslo est de type continental humide (Köppen : Dfb), tempéré par la proximité de l'océan Atlantique et du Gulf Stream, mais comme la ville se trouve du côté est de l'océan, les vents doux venus de l'ouest traversent tout l'intérieur de la Norvège avant d'atteindre Oslo, ce qui limite les effets du climat océanique.
Ainsi, les hivers sont froids avec des températures en dessous de 0 °C de novembre à mars. Janvier est le mois le plus froid avec une température moyenne de −4,3 °C, et on atteint des températures minimales d'environ −7 °C en janvier et février.
Le record de froid à Oslo a été atteint en février 1871 avec une température de −27,9 °C.[réf. nécessaire]
Les chutes de neige sont réparties équitablement sur les mois d'hiver et on compte en moyenne plus de 25 cm de neige trente jours par an. Les précipitations annuelles sont de 763 mm, avec des hivers plus secs que les étés.
| Mois                              | jan. | fév.  | mars | avril | mai  | juin | jui. | août | sep. | oct. | nov. | déc. | année |
| --------------------------------- | ---- | ----- | ---- | ----- | ---- | ---- | ---- | ---- | ---- | ---- | ---- | ---- | ----- |
| Température minimale moyenne (°C) | −6,8 | −6,8  | −3,3 | 0,8   | 6,5  | 10,6 | 12,2 | 11,3 | 7,5  | 3,8  | −1,5 | −5,6 | 2,4   |
| Température maximale moyenne (°C) | −1,8 | −0,9  | 3,5  | 9,1   | 15,8 | 20,4 | 21,5 | 20,1 | 15,1 | 9,3  | 3,2  | 0,5  | 9,7   |
| Record de froid (°C)              | −26  | −27,9 | −21  | −16   | −4   | 1    | 4    | 2    | −4   | −11  | −16  | −24  | −27,9 |
| Record de chaleur (°C)            | 13   | 15    | 18   | 26    | 30   | 34   | 35   | 34   | 27   | 23   | 14   | 13   | 35    |
| Précipitations (mm)               | 49   | 36    | 47   | 41    | 53   | 65   | 81   | 89   | 90   | 84   | 73   | 55   | 763   |
| dont neige (cm)                   | 14,1 | 21,8  | 21,4 | 3,5   | 0    | 0    | 0    | 0    | 0    | 0,4  | 4,3  | 11,7 | 77,2  |

## Administration

### Système politique
La ville d'Oslo constitue un comté norvégien (fylke) doté d'un fonctionnement qui lui est propre, avec un statut différent des autres fylker du pays : le gouvernement de la ville (byråd en norvégien), fondé sur le parlementarisme depuis 1986, est confié aux commissionnaires (les byråder) nommés par le conseil municipal et dirigés par un commissionnaire en chef (byrådsleder). Ce dernier détient le réel pouvoir exécutif, à la différence du maire (ordfører) dont l'une des principales missions est de diriger les débats et représenter la ville.
Le conseil municipal (bystyre) est composé de 59 membres élus par les habitants pour quatre ans. Il s'agit du « parlement » de la ville, contrôlant l'activité des commissionnaires. Il compte cinq commissions permanentes chargées respectivement de la santé et des affaires sociales, de l'éducation et des affaires culturelles, du développement urbain, des transports et des affaires environnementales et, enfin, des finances.
De 1995 à 2007, le maire d'Oslo (ordfører) était Per Ditlev-Simonsen (H, parti conservateur), avec Erling Lae (H) comme commissionnaire en chef. Ditlev-Simonsen est contraint de démissionner à la suite d'un scandale financier en août 2007, et Svenn Kristiansen du Parti du progrès assume l'intérim jusqu'en octobre 2007. Fabian Stang (H) est alors élu et siège jusqu'en 2015, année où la gauche gagne les élections.
Depuis 2015, le gouvernement de la ville est composé d'une coalition minoritaire entre les travaillistes de Ap, les écologistes de Mdg et les socialistes de SV. Ils bénéficient généralement du soutien au conseil municipal des communistes de Rødt. Marianne Borgen (SV) est la maire, et Raymond Johansen le chef commissionnaire.
L'hôtel de ville d'Oslo, le Rådhus, se trouve sur le port et a été bâti au début du XXe siècle, pour les 900 ans de la ville.

### Élections municipales de 2019
| Parti                                | Proportion | Proportion | Voix    | Voix    | Sièges au Conseil municipal | Sièges au Conseil municipal | Membres du gouvernement                                                  |
| ------------------------------------ | ---------- | ---------- | ------- | ------- | --------------------------- | --------------------------- | ------------------------------------------------------------------------ |
| Parti                                | %          | ±          | total   | ±       | total                       | ±                           | Membres du gouvernement                                                  |
| Høyre (conservateurs)                | 25,4       | -6,4       | 92 833  | -9 049  | 15                          | -4                          |                                                                          |
| Parti travailliste                   | 20,0       | -12,0      | 73 122  | −29 309 | 12                          | -8                          | Raymond Johansen Rina Mariann Hansen Robert Steen Victoria Marie Evensen |
| Parti de l'environnement - Les Verts | 15,3       | +7,1       | 55 772  | +29 676 | 9                           | +4                          | Einar Wilhelmsen Lan Marie Berg Hanna Marcussen (Arild Hermstad)         |
| Parti socialiste de gauche           | 9,1        | +3,7       | 33 258  | +15 813 | 6                           | +3                          | Inga Marte Thorkildsen Omar Samy Gamal                                   |
| Rouge                                | 7,2        | +2,1       | 26 302  | +10 128 | 4                           | +1                          |                                                                          |
| Action populaire contre les péages   | 5,8        | +5,8       | 21 346  | +21 346 | 4                           | +4                          |                                                                          |
| Venstre (libéraux)                   | 5,8        | -1,1       | 21 110  | -876    | 4                           |                             |                                                                          |
| Parti du progrès (populiste)         | 5,3        | -0,8       | 19 272  | -39     | 3                           | -1                          |                                                                          |
| Parti du centre (agrarien)           | 2,2        | +1,6       | 7 980   | +6 054  | 1                           | +1                          |                                                                          |
| Parti populaire chrétien             | 1,7        | -0,7       | 6 346   | -1 481  | 1                           |                             |                                                                          |
| Autres                               | 2,2        | +0,5       | 8 126   | +2 781  | 0                           | 0                           |                                                                          |
| Total                                | 67,6 %     | 67,6 %     | 367 389 | 367 389 | 59                          | 59                          | 9                                                                        |

### Élections municipales de 2007
| Parti                      | Proportion | Proportion | Voix    | Voix    | Sièges au Conseil municipal | Sièges au Conseil municipal | Membres du gouvernement                                        |
| -------------------------- | ---------- | ---------- | ------- | ------- | --------------------------- | --------------------------- | -------------------------------------------------------------- |
| Parti                      | %          | ±          | total   | ±       | total                       | ±                           | Membres du gouvernement                                        |
| Parti travailliste         | 29,9       | -1,6       | 81 265  | 4,7     | 18                          | 3                           |                                                                |
| Parti socialiste de gauche | 10,6       | -2,9       | 28 701  | -9,7    | 6                           | -6                          |                                                                |
| Rouge                      | 5,2        | 2,2        | 14 131  | 2,1     | 3                           | 1                           |                                                                |
| Parti des chrétiens        | 3,1        | -0,5       | 999     | 0,1     | 2                           | 0                           |                                                                |
| Venstre (libéraux)         | 8,7        | -0,6       | 23 703  | 4,6     | 5                           | 2                           |                                                                |
| Høyre (conservateurs)      | 25,2       | 5,4        | 68 475  | 0,2     | 16                          | 1                           | Erling Lae Torger Ødegaard André Støylen Merete Agerbak-Jensen |
| Parti du progrès           | 14,3       | -3         | 38 873  | -2,2    | 9                           | -1                          | Anette Wiig Bryn Peter N. Myhre Sylvi Listhaug                 |
| Autres                     | 2,1        | 0,4        | 6 130   | -0,5    | 0                           | 0                           |                                                                |
| Total                      | 61,5 %     | 61,5 %     | 271 835 | 271 835 |                             |                             |                                                                |

### Arrondissements
Depuis la dernière réforme entrée en vigueur le 1er janvier 2004, la ville est par ailleurs divisée en 15 arrondissements (bydeler), dotés d'un haut degré d'autonomie, à l'image de la forte décentralisation qui caractérise la Norvège. Depuis 2007, l'ensemble des conseils d'arrondissement sont élus directement par la population. Ils sont notamment responsables des services sociaux, des services sanitaires de base et des jardins d'enfants.
1. Gamle Oslo
2. Grünerløkka
3. Sagene
4. St. Hanshaugen
5. Frogner
6. Ullern
7. Vestre Aker
8. Nordre Aker
9. Bjerke
10. Grorud
11. Stovner
12. Alna
13. Østensjø
14. Nordstrand
15. Søndre Nordstrand
16. Sentrum
17. Marka

Sentrum et Marka sont des entités géographiques distinctes mais n'ont pas de statut administratif propre. Sentrum est géré par la mairie d'arrondissement de St. Hanshaugen, tandis que Marka est partagée entre les arrondissements voisins.

## Population et société

### Éducation supérieure
Oslo abrite les établissements d'enseignement supérieur suivants :
- Université d'Oslo, la plus grande institution d'éducation supérieure de Norvège ;
- Université métropolitaine d'Oslo, qui offre dans formations professionnelles et dont la recherche est axée sur les sciences sociales ;
- BI Norwegian Business school, deuxième plus grande école de commerce d'Europe par le nombre d'étudiants, privée ;
- Kristiana University College, qui offre également des formations professionnelles dans de nombreux domaines, privée.

L'Université norvégienne pour les sciences de la vie est située à Ås, en banlieue d'Oslo (30 km).

### Festivités
Depuis 1999 a lieu en août le festival de musique Øyafestivalen (en).

## Transports
En menant une politique volontariste en suivant une vision zéro, la ville d'Oslo a obtenu qu'aucun piéton ne meure en 2019.

### Métro
Le métro d'Oslo est un ancien réseau de trains de banlieue qui maintenant relie le centre-ville à la périphérie.

### Tramway
Le tramway d'Oslo est composé de 6 lignes.

### Aéroports
L'aéroport principal d'Oslo, Gardermoen, est situé à une cinquantaine de kilomètres au nord de la ville dans les communes de Nannestad et Ullensaker. Il est relié au centre par l'unique ligne à grande vitesse de Norvège, la ligne de Gardermoen, et remplace depuis le 7 octobre 1998 l'aéroport de Fornebu, qui était situé dans la commune de Bærum, au sud-ouest d'Oslo.
L'aéroport de Sandefjord à Torp est situé à 110 kilomètres d'Oslo au sud-ouest, et desservi par la ligne de Vestfold. Certaines compagnies low-cost l'utilisent plutôt que de se poser à Gardermoen. L'aéroport de Moss-Rygge, à 60 kilomètres au sud d'Oslo sur la ligne d'Østfold a été fermé au trafic marchand le 1er novembre 2016 et n'est plus utilisé que par l'armée de l'air norvégienne (Luftsforvaret), qui en est propriétaire. Des projets de réouverture existent mais n'ont, en 2020, pas encore abouti.
Oslo se trouve à environ 2 h 15 d'avion de Paris.

### Trains
Les trains en provenance d'autres régions ou pays desservent la gare centrale d'Oslo (souvent nommée Oslo S pour Oslo Sentralstasjon (no)). Cette gare se trouve en plein centre-ville et constitue la clef de voûte du réseau ferré du pays. Un grand nombre de trains s'arrête également à la gare souterraine du Nationaltheatret située entre l'hôtel de ville et le palais royal.

### Ferries
Le fjord d'Oslo est navigable toute l'année. Le projet Fjordbyen a remodelé considérablement les installations portuaires de la ville, il y a désormais deux sites majeurs; Le trafic de marchandises est implanté à Sydhavna, entre les arrondissements de Gamle Oslo et Nordstrand, alors que les ferries et bateaux de croisière sont concentrés autour de Vippetangen, dans le prolongement de la citadelle d'Akershus. Des compagnies de ferries comme Color Line ou DFDS Seaways assurent les liaisons avec Kiel, Frederikshavn et Copenhague.

## Tourisme

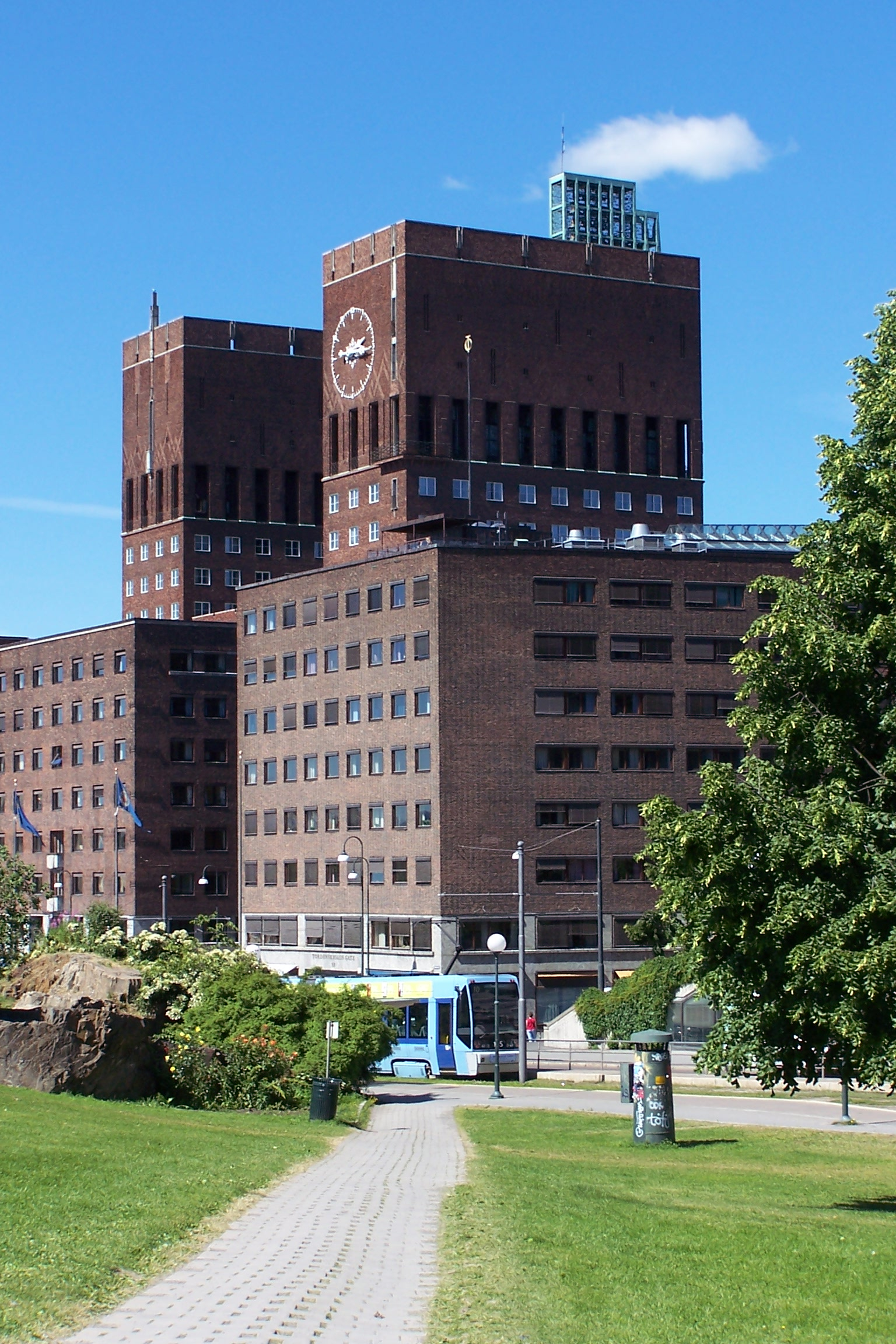
Rådhuset (l'hôtel de ville), l'un des symboles d'Oslo.
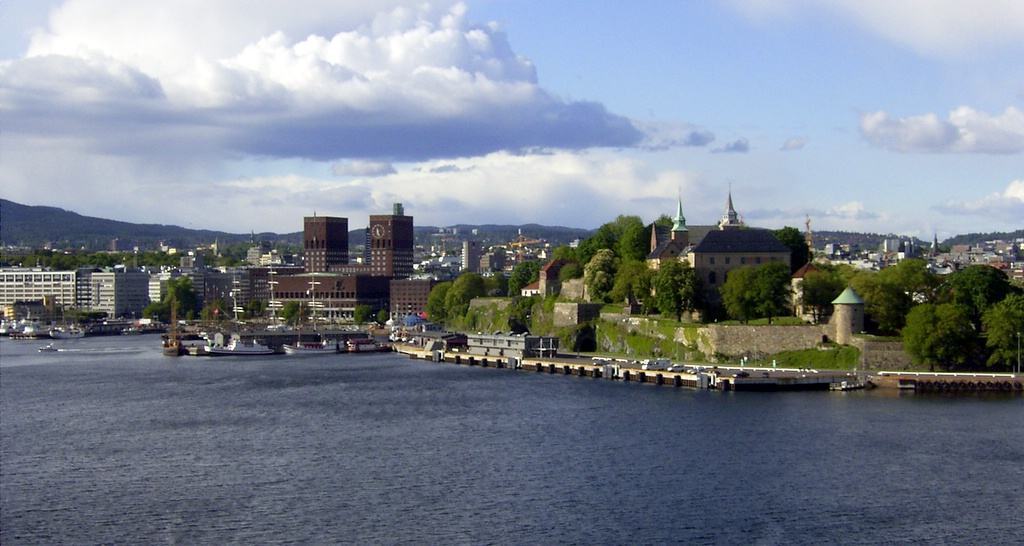
Vue d'ensemble de l'hôtel de ville et de la citadelle d'Akershus.
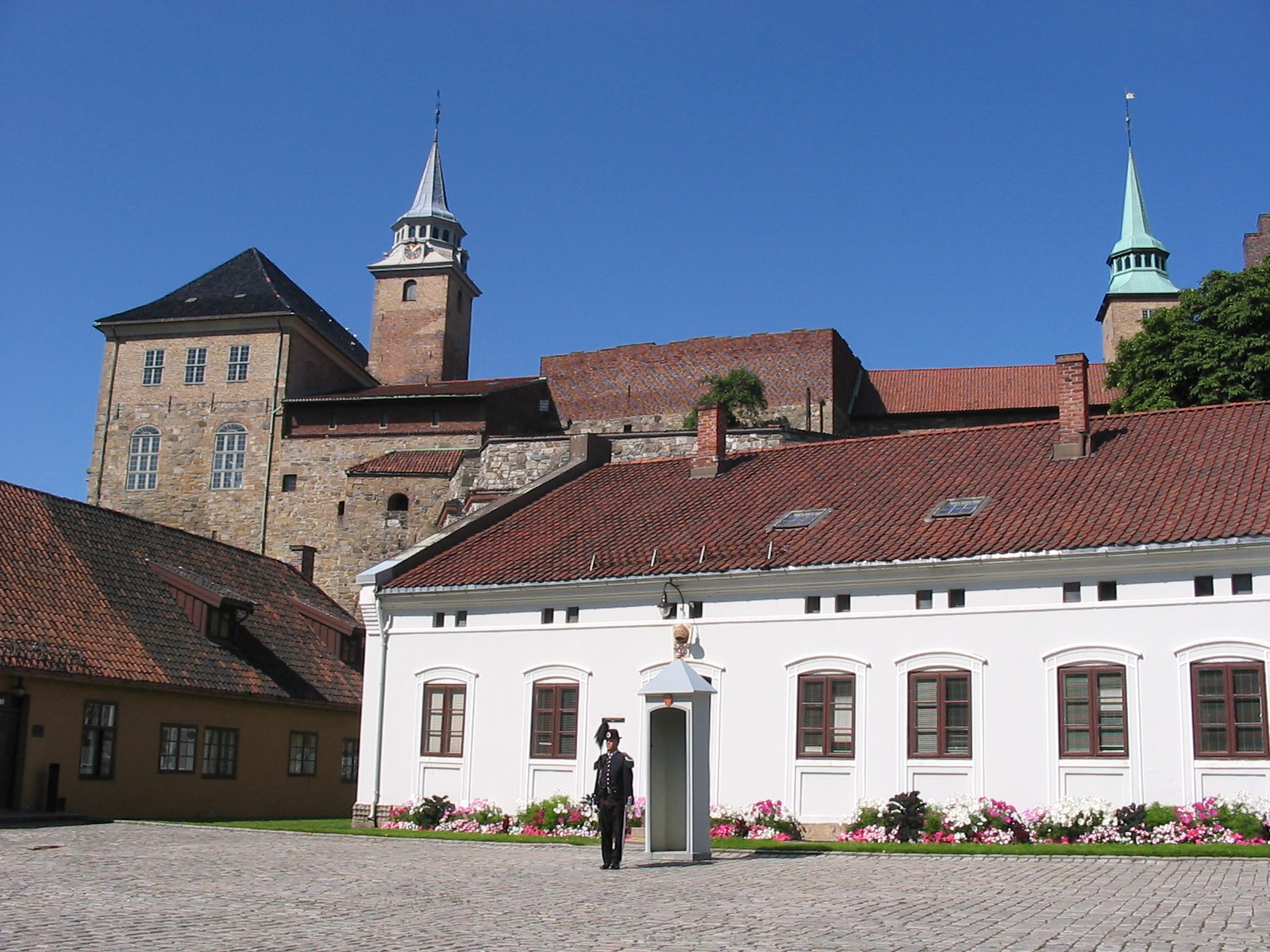
Dans la citadelle d'Akershus.
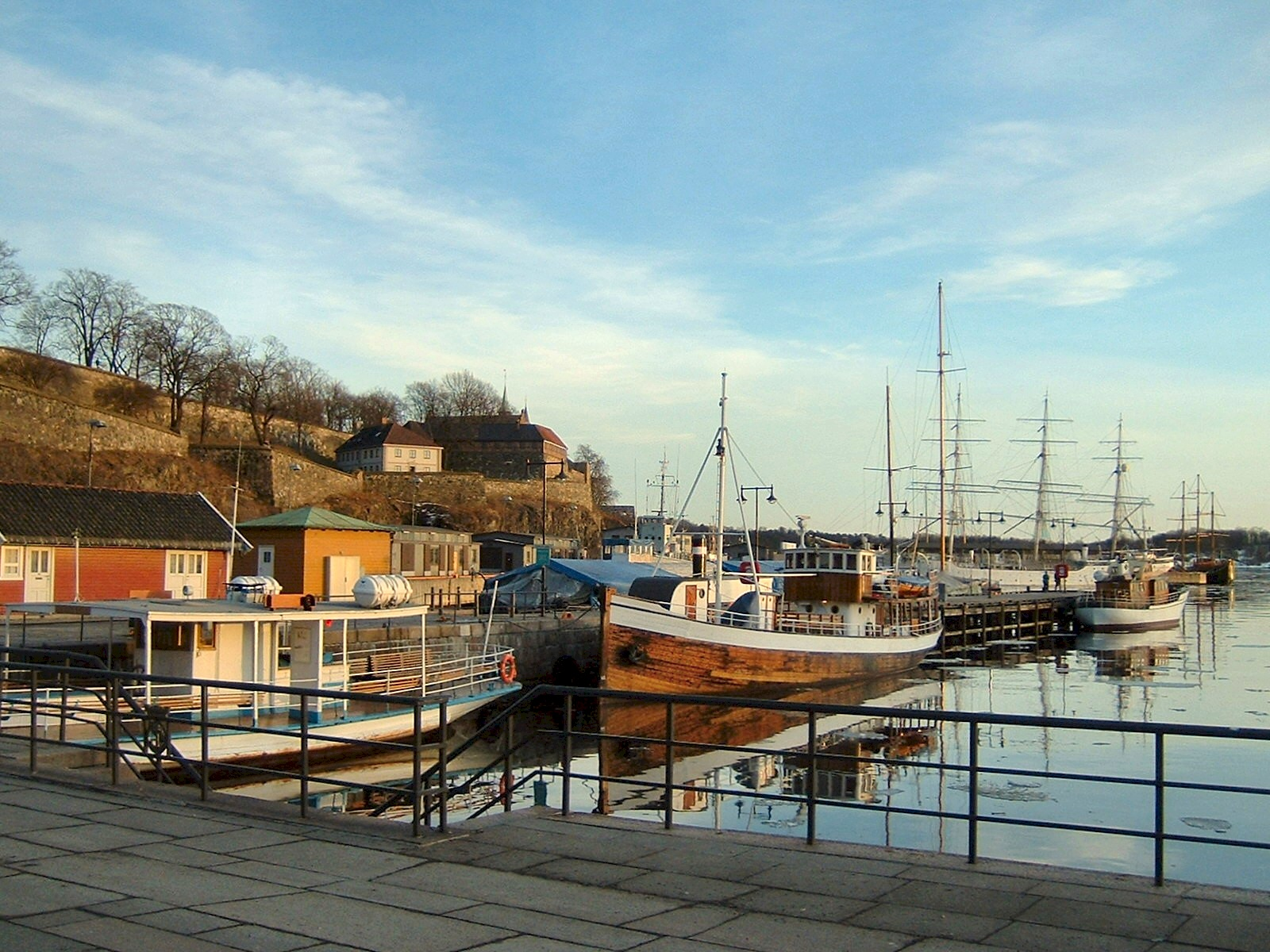
L'est de Pipervika, petite partie du port d'Oslo, entre la mairie et la citadelle d'Akershus.
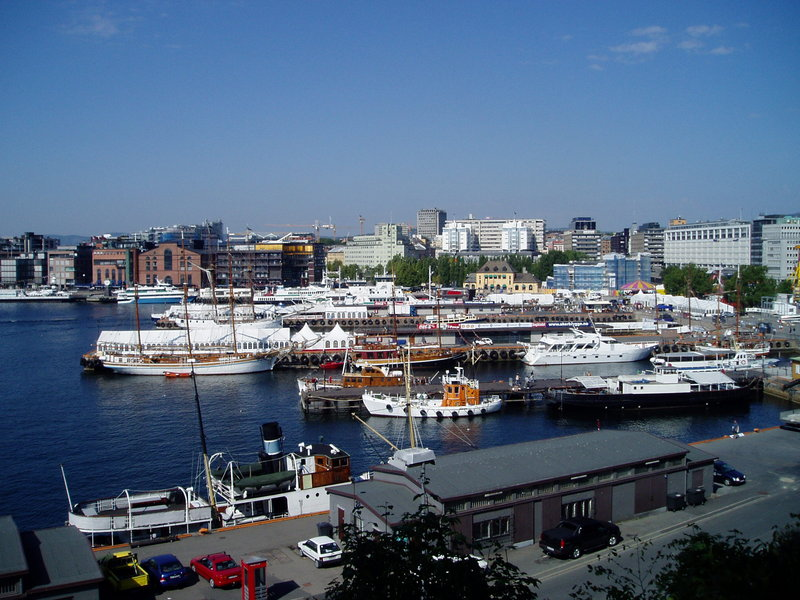
Pipervika vue depuis la citadelle d'Akershus ; au fond, la très vivante Aker Brygge.
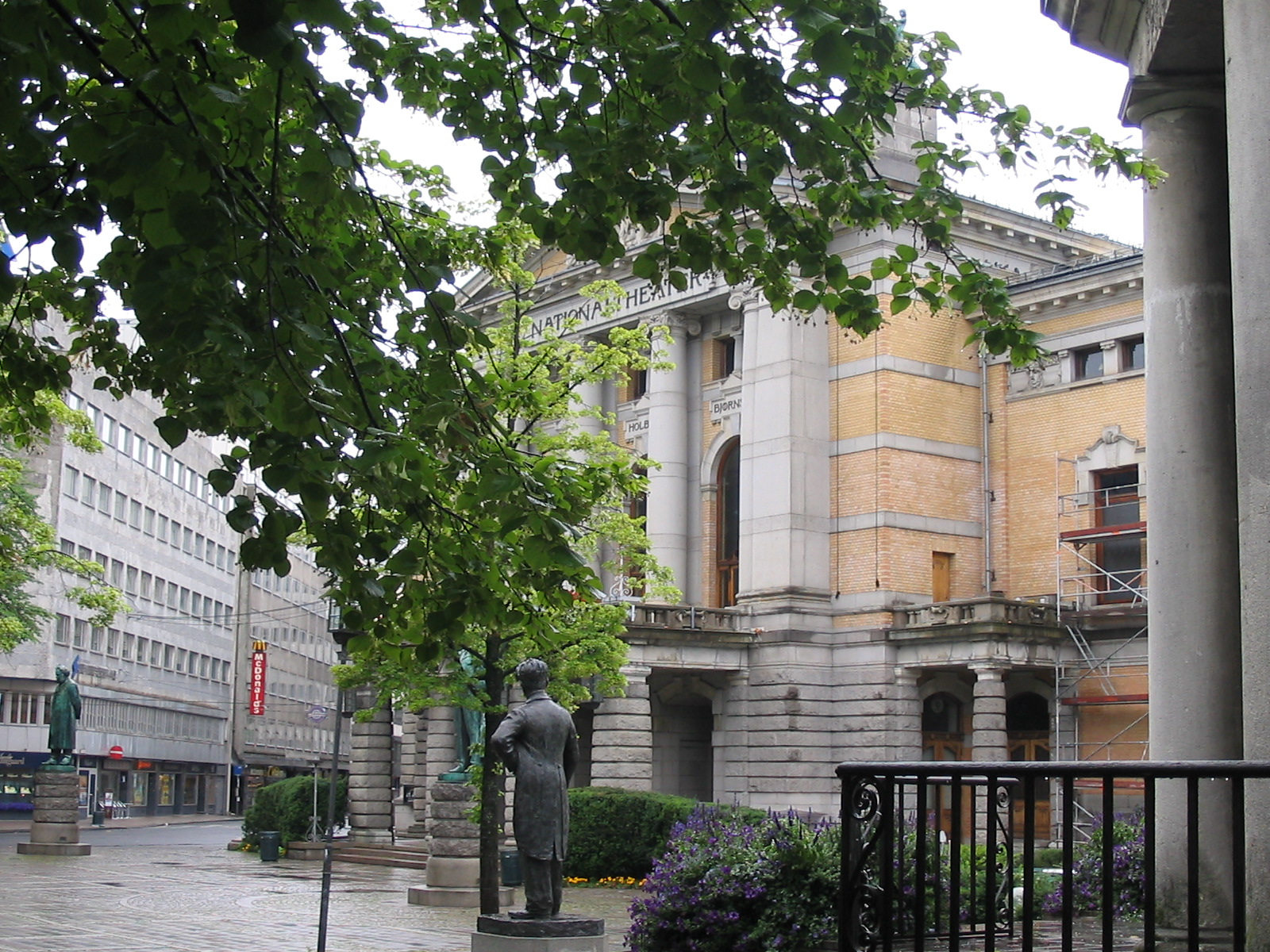
Le Théâtre national (Nationaltheatret).
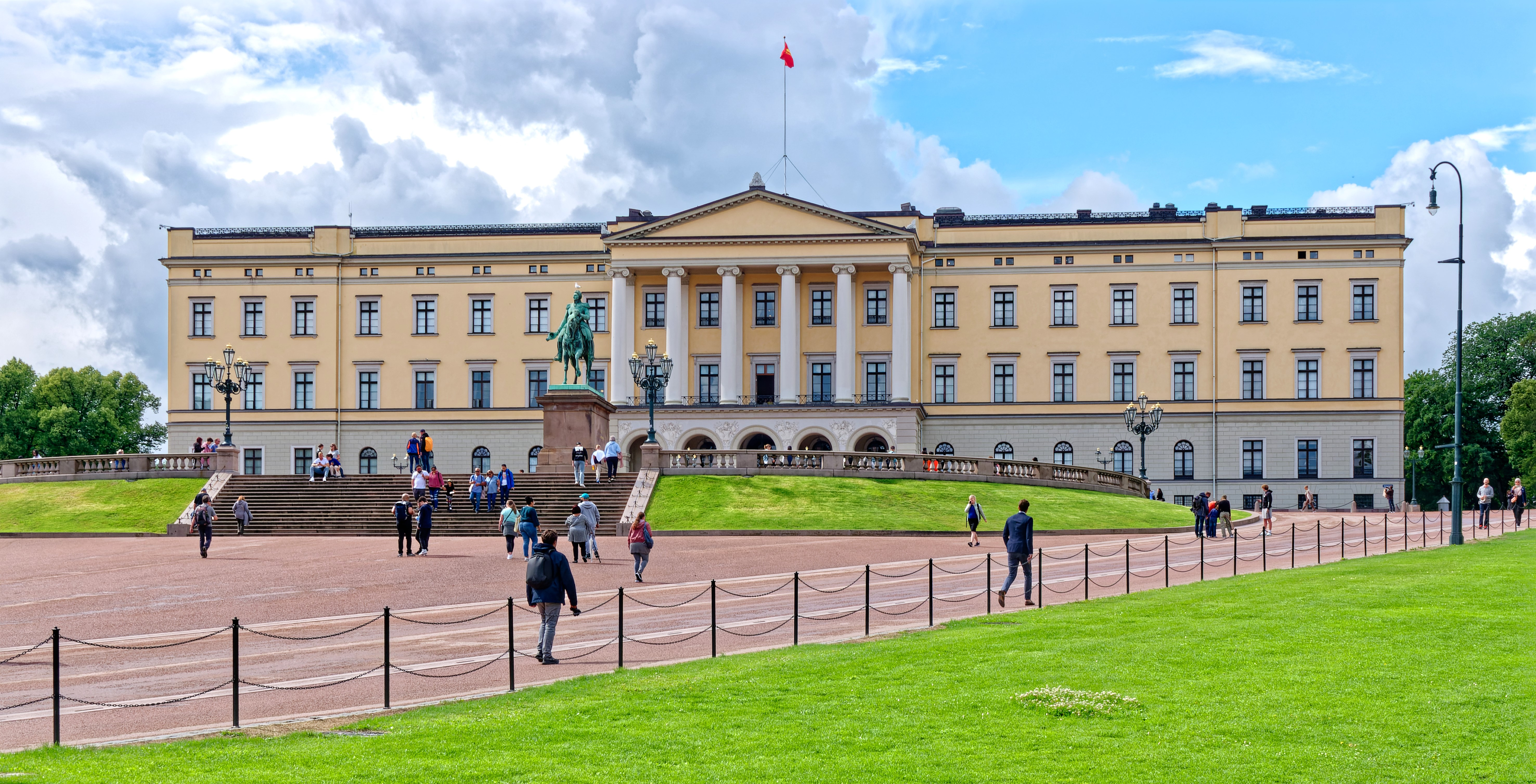
Le Palais royal (Det kongelige slott).
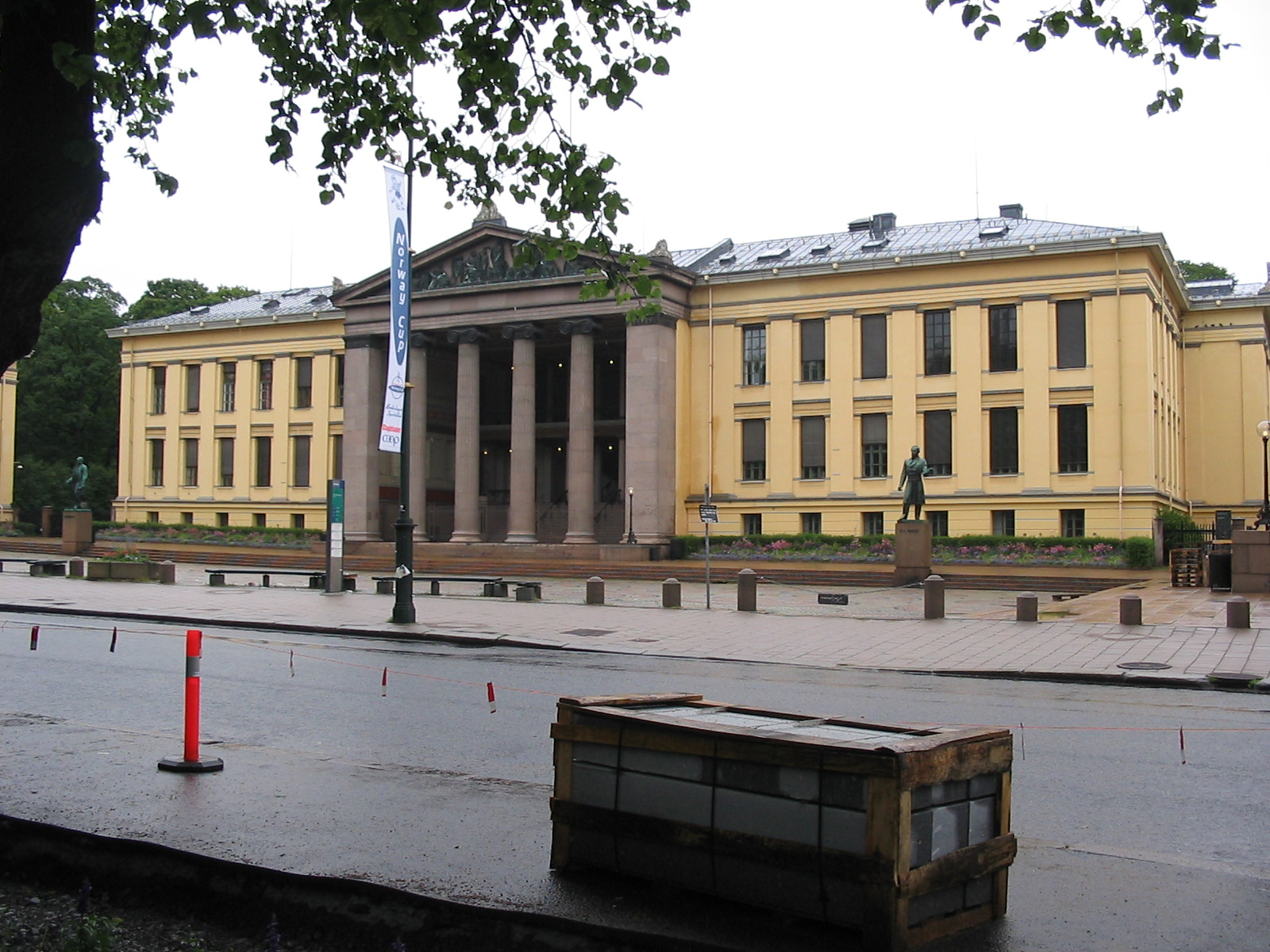
Partie centrale de l'université d'Oslo (UiO), sur Karl Johans gate.
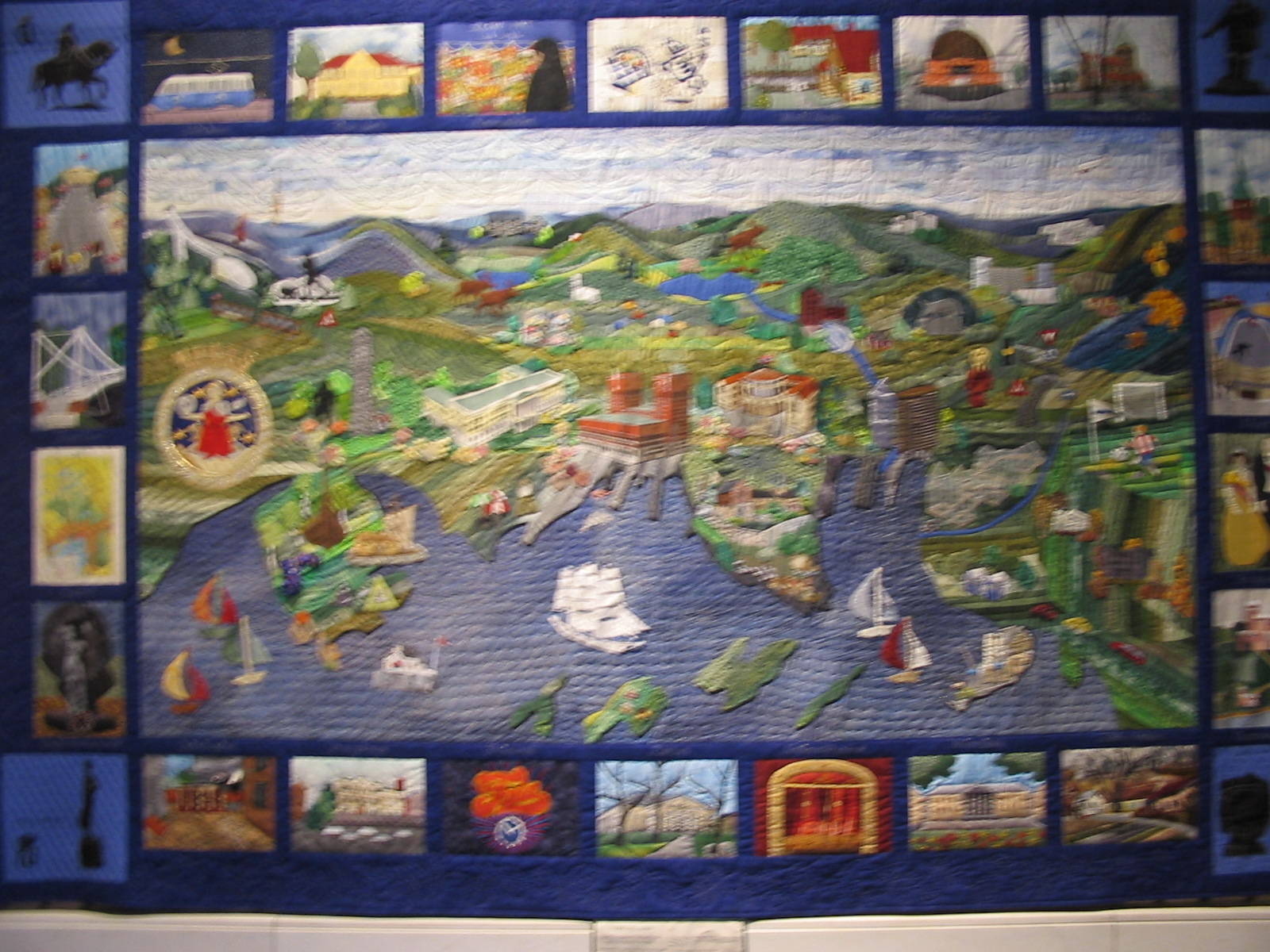
Tapisserie du Jubilé de la ville en 2000.
Musée norvégien des traditions (Folkemuseet) sur la presqu'île de Bygdøy.
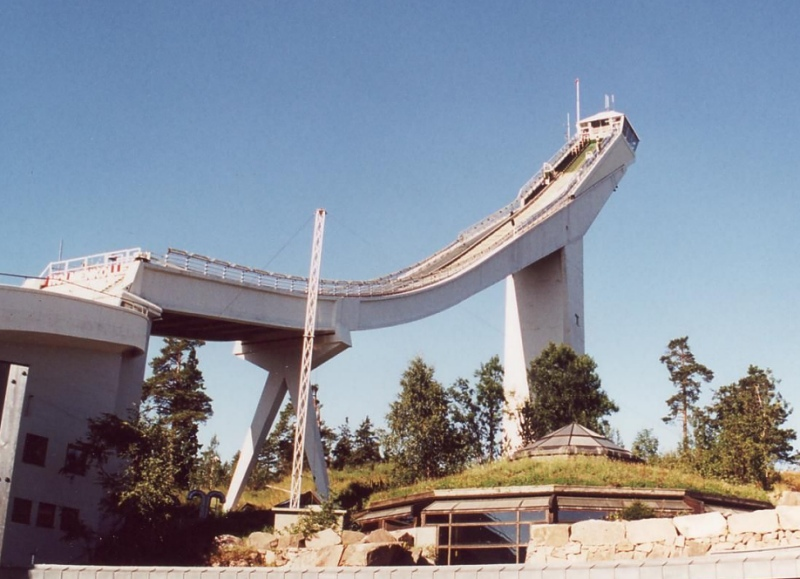
Construction la plus connue de Norvège, le tremplin de Holmenkollen domine un domaine de ski nordique où se sont illustrés nombre d'athlètes comme Adam Małysz, Janne Ahonen ou Jakub Janda en saut à ski, Ole Einar Bjørndalen, Raphaël Poirée ou son épouse Liv Grete Skjelbreid en biathlon. Ce tremplin a été remplacé par un nouveau en 2009.
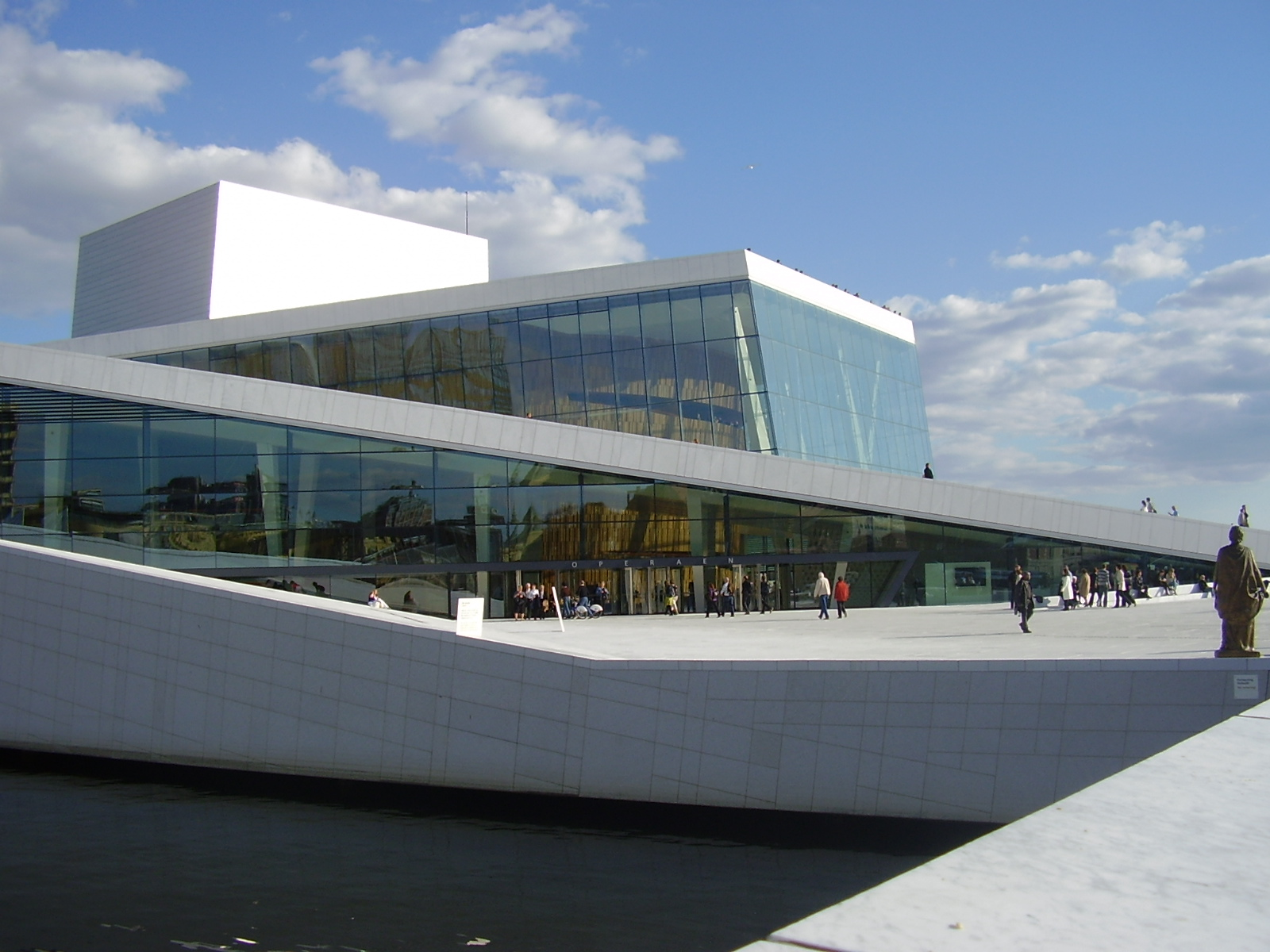
Le nouvel Opéra d'Oslo, inauguré en avril 2008.
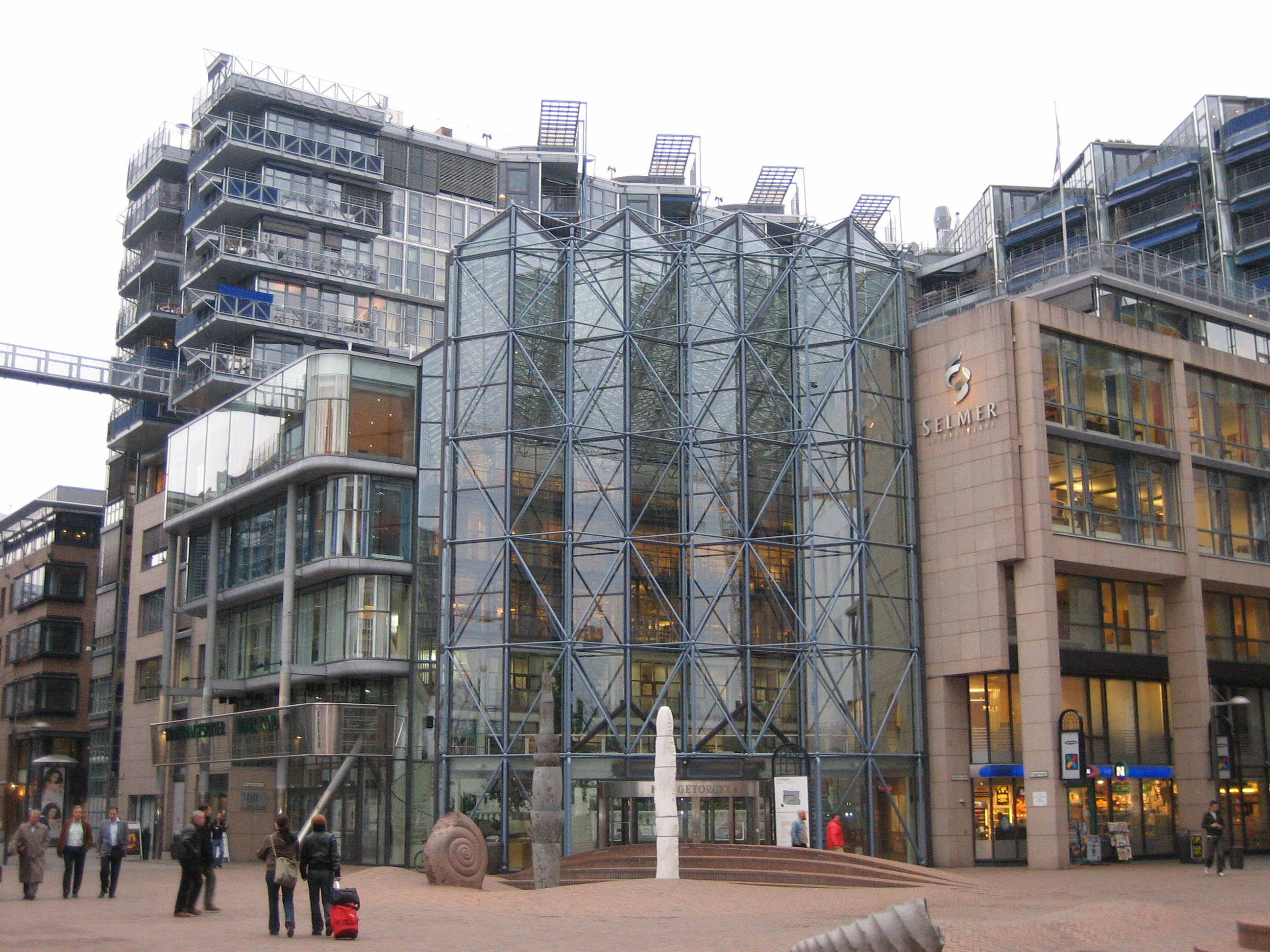
Architecture moderne dans le quartier d'Aker Brygge.
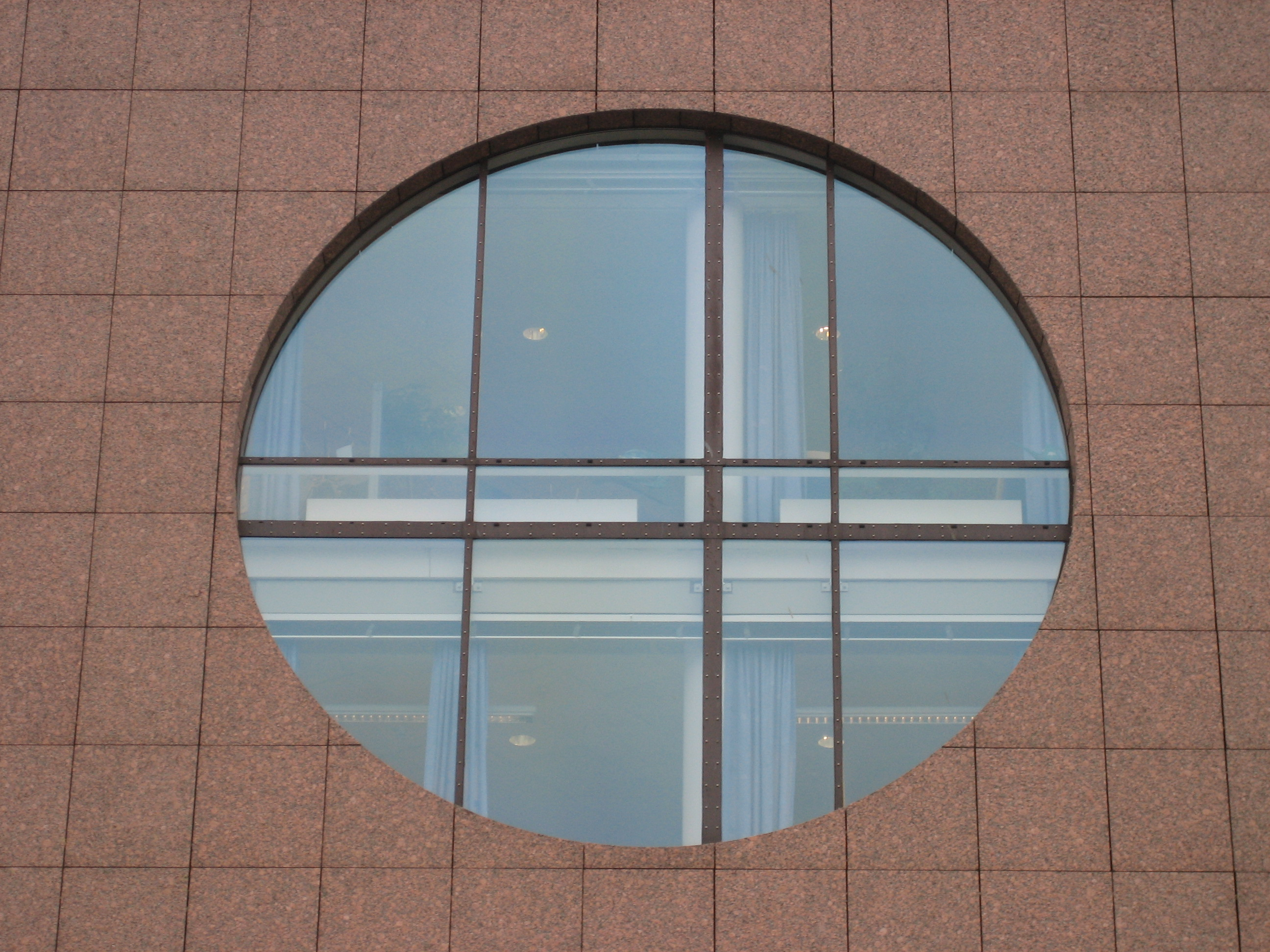
Détail architectural dans le quartier d'Aker Brygge.
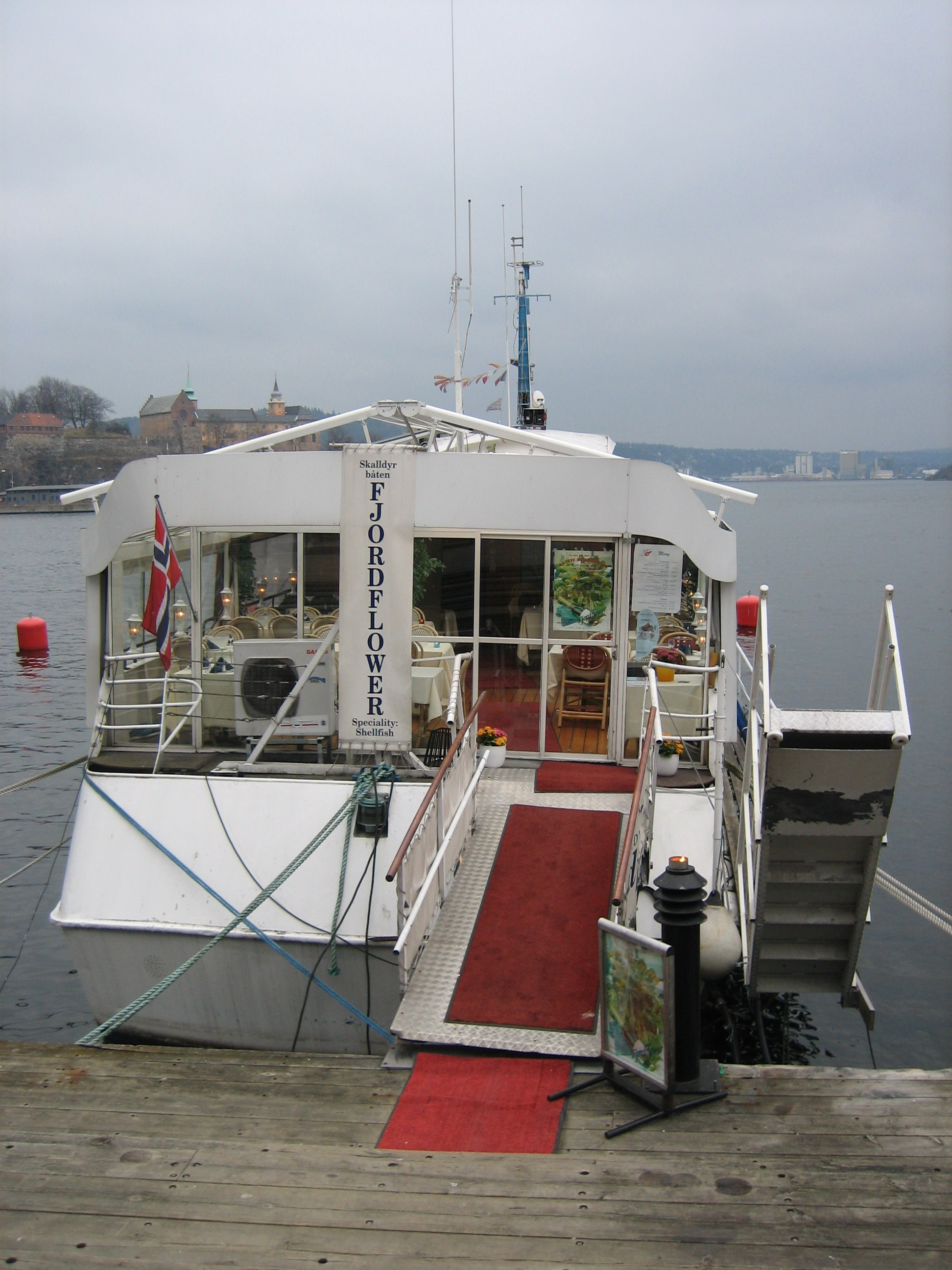
Bateau-restaurant caractéristique dans le port d'Oslo.
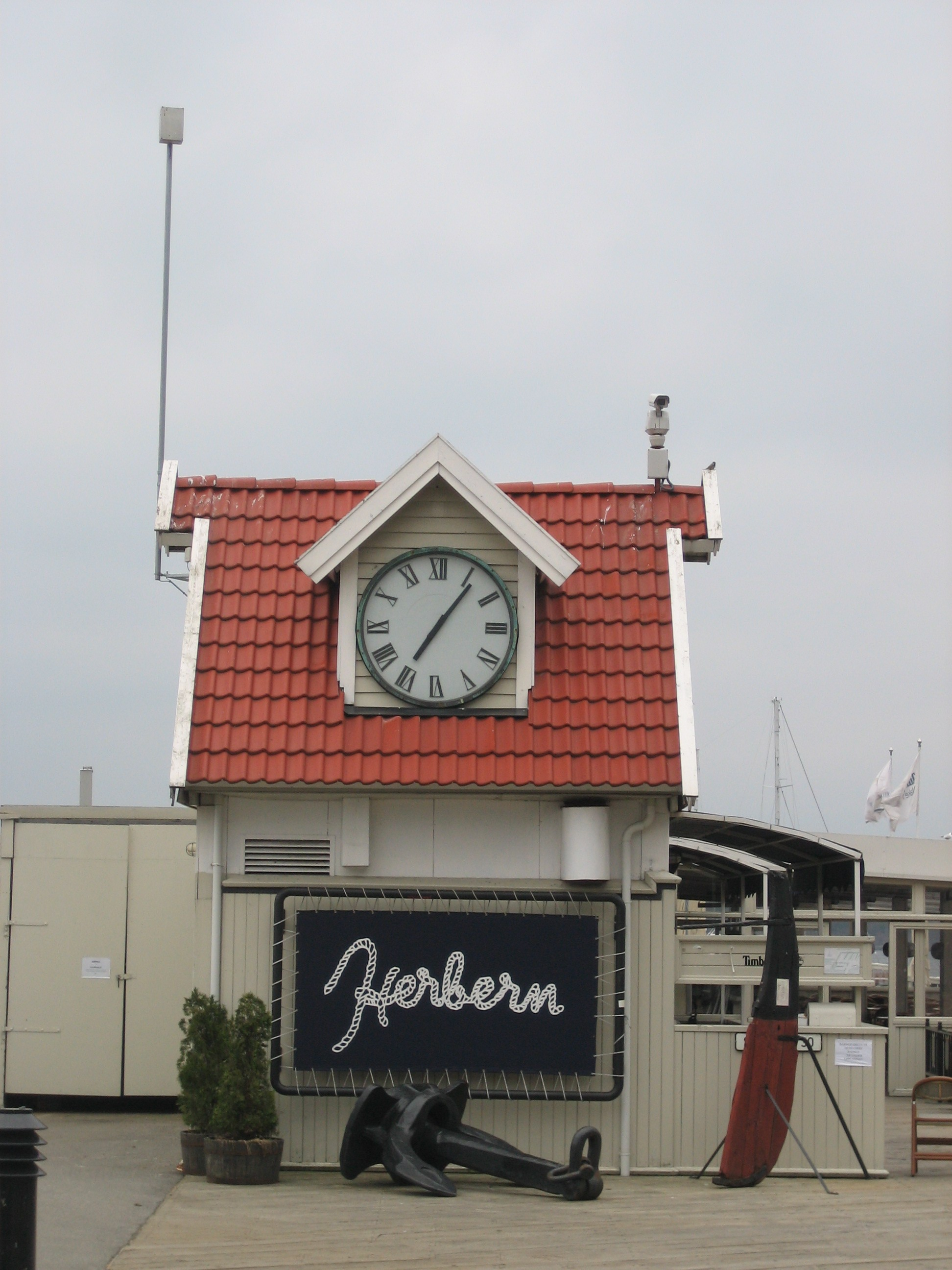
Le bateau-restaurant Herbern à Aker Brygge, Oslo.

### Monuments célèbres

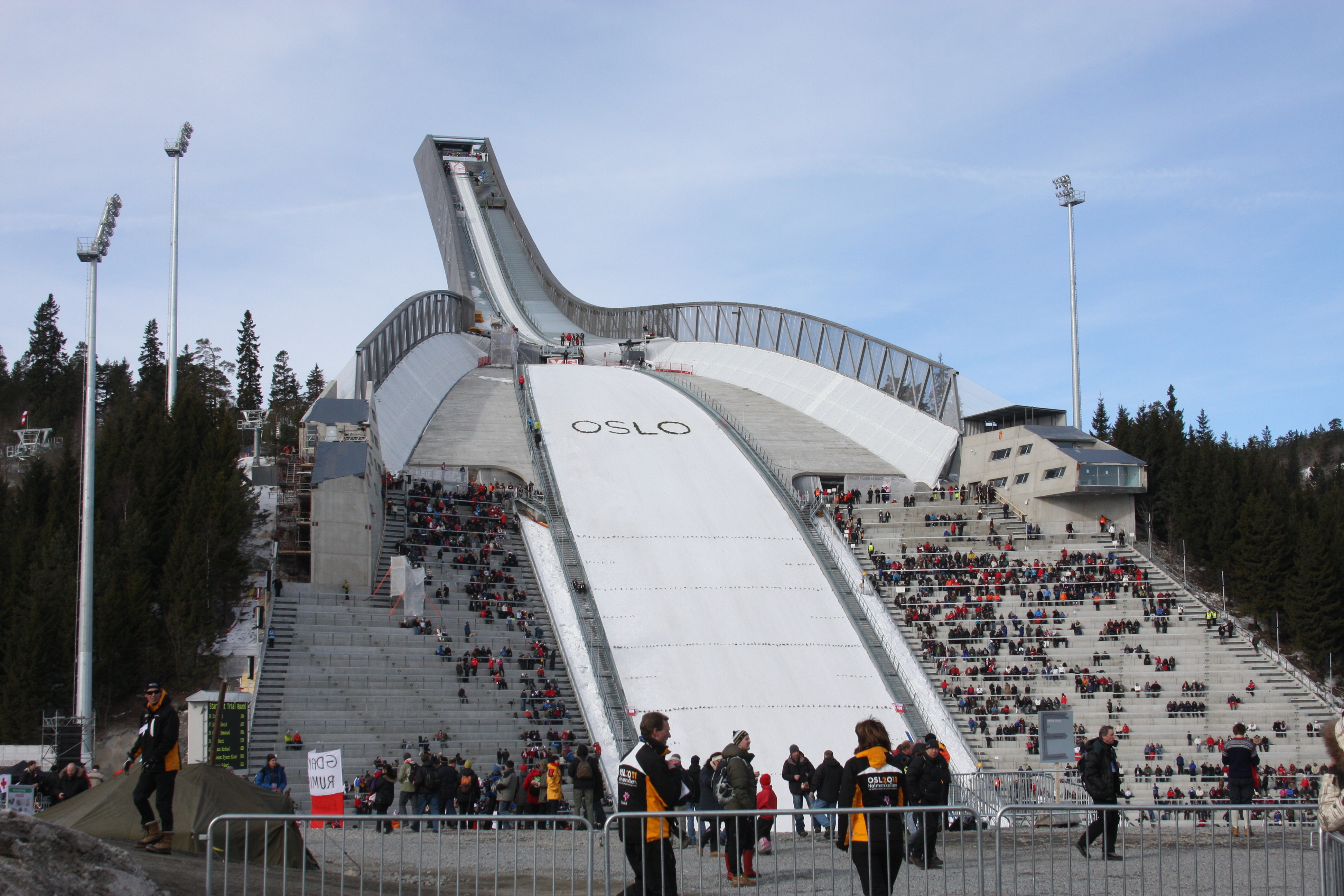

- Rådhuset, l'hôtel de Ville, où se tient annuellement la cérémonie publique du prix Nobel de la paix.
- Nobels Fredssenter, le Centre Nobel de la Paix, à la mémoire de plus de cent ans de prix Nobel de la paix et des conflits dans le monde.
- Akershus festning, la citadelle d'Akershus : centre de commandement militaire, mais surtout ensemble architectural et espace ouverts au public, enchâssés entre deux des baies d'Oslo (Pipervika et Bjørvika).
- Det Kongelige Slott, le Palais royal.
- Stortinget, le Parlement.
- Frognerparken, domaine de 40 hectares abritant un parc arboré, avec l'ensemble sculpté et dessiné par Gustav Vigeland.
- Holmenkollen (tremplin), le tremplin de saut à ski de Holmenkollen, son « arène » et le musée du ski où est montré le plus ancien ski intact au monde (environ 4 000 ans), une chapelle (Holmenkollen kapell) et, un peu plus haut (à Voksenkollen), Kongsseteren (la cabane du Roi) se dressent à proximité.
- Tryvannstårnet', la tour de Tryvann, dont le sommet culmine à 529 m au-dessus de la mer, couronne un lieu de villégiature dominant Oslo et la naissance de son fjord, et d'où partent pistes de ski alpin et nordique.
- Operaen, le nouvel Opéra d'Oslo, inauguré en avril 2008 dans le quartier de Bjørvika.
- Nationaltheatret, le Théâtre national d'Oslo.
- Oslo Domkirke, la Cathédrale d'Oslo, inaugurée en 1697.

### Musées

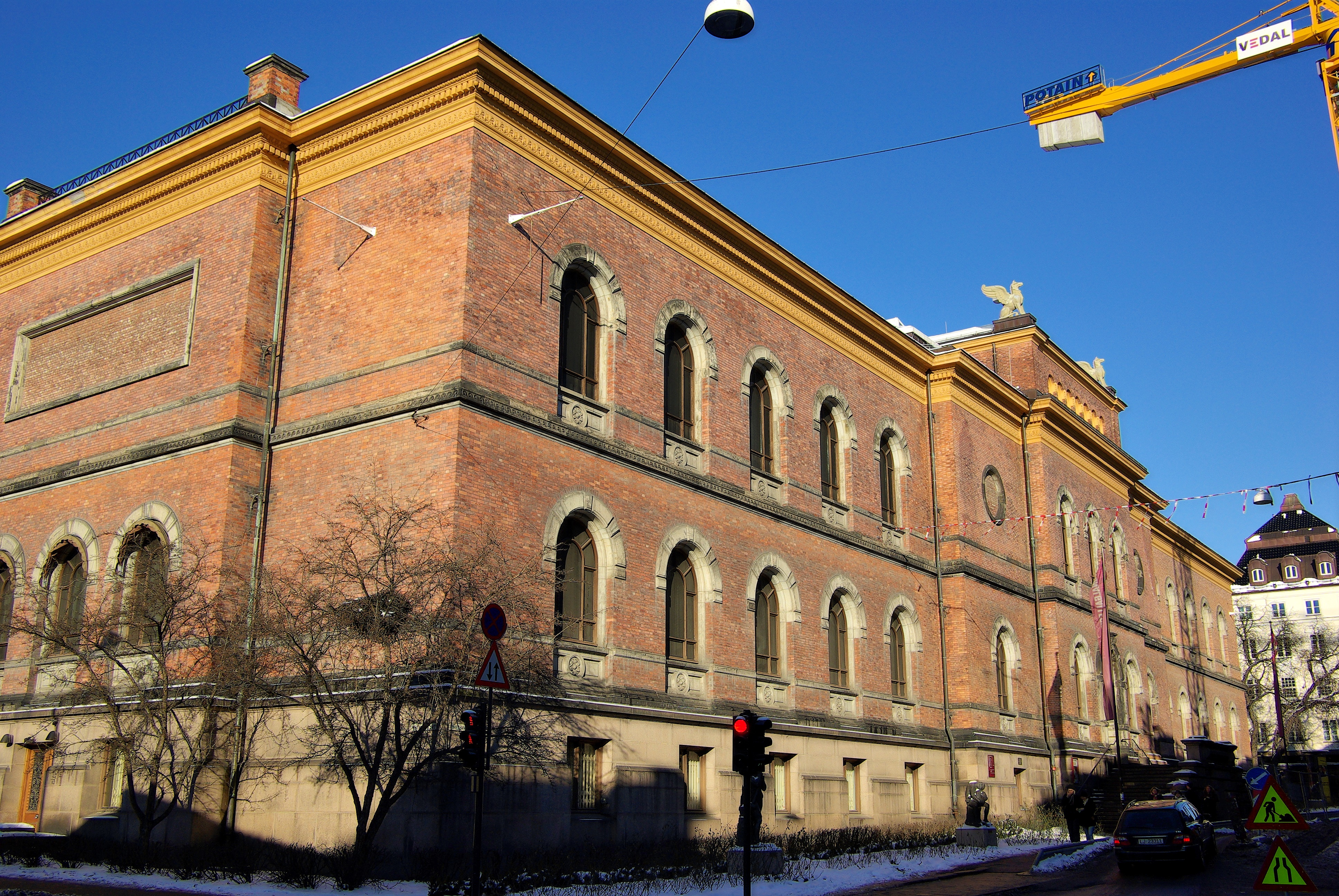
Le Musée national, de 1882.

- Munch-museet' (musée Munch), consacré à l'œuvre du peintre norvégien Edvard Munch.
- Musée d'art contemporain Astrup Fearnley, musée privé d'art contemporain.
- Jødisk Museum, musée juif d'Oslo, qui présente l'histoire et la culture des juifs de Norvège.
- Nasjonalmuseet for kunst, arkitektur og design (musée national d'art, d'architecture et de design), sur quatre sites, le Nasjonalmuseet for arkitektur (musée national d'architecture), le Kunstindustrimuseet (musée de l'industrie artistique), le Museet for samtidskunst (musée d'art contemporain), la Nasjonalgalleriet (galerie nationale) et la Kunsthallen på Tullinløkka (salle d'exposition de Tullinløkka).
- Norges Hjemmefrontmuseum (musée de la résistance norvégienne), dans l'un des bâtiments du fort d'Akershus.
- Stenersenmuseet (musée Stenersen) : situé au cœur de la capitale, il fait partie des collections d'art de la ville.
- Henie Onstad kunstsenter (centre d'art Henie Onstad) collection d'art contemporain, située dans un parc de sculptures.
- Musée Vigeland, près du Vigelandsanlegget, installation monumentale du sculpteur Norvégien Gustav Vigeland comportant plusieurs centaines d'œuvres, dans le parc Frogner.
- Naturhistorisk Museum, muséum d'histoire naturelle.

À Bygdøy :

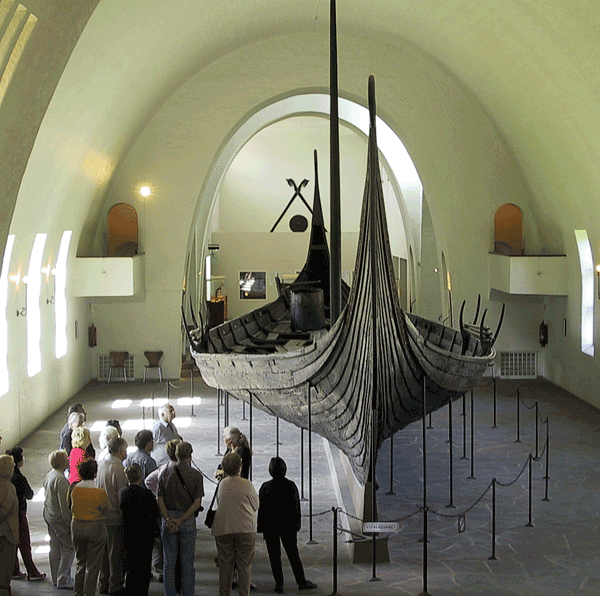
Le bateau d'Oseberg (musée des navires vikings d'Oslo).

- Norsk Folkemuseum (musée folklorique norvégien) : culture et histoire du pays, chalets norvégiens anciens et l'église de Gol.
- Frammuseet (musée du Fram) : le Fram est le navire d'expédition polaire de Fridtjof Nansen, Otto Sverdrup et Roald Amundsen.
- Kon-Tiki Museum (musée du Kon-Tiki), consacré à l'équipée controversée de Thor Heyerdahl dans l'océan Pacifique[14]
- Vikingskipshuset, musée des navires vikings d'Oslo, qui abrite le bateau d'Oseberg.

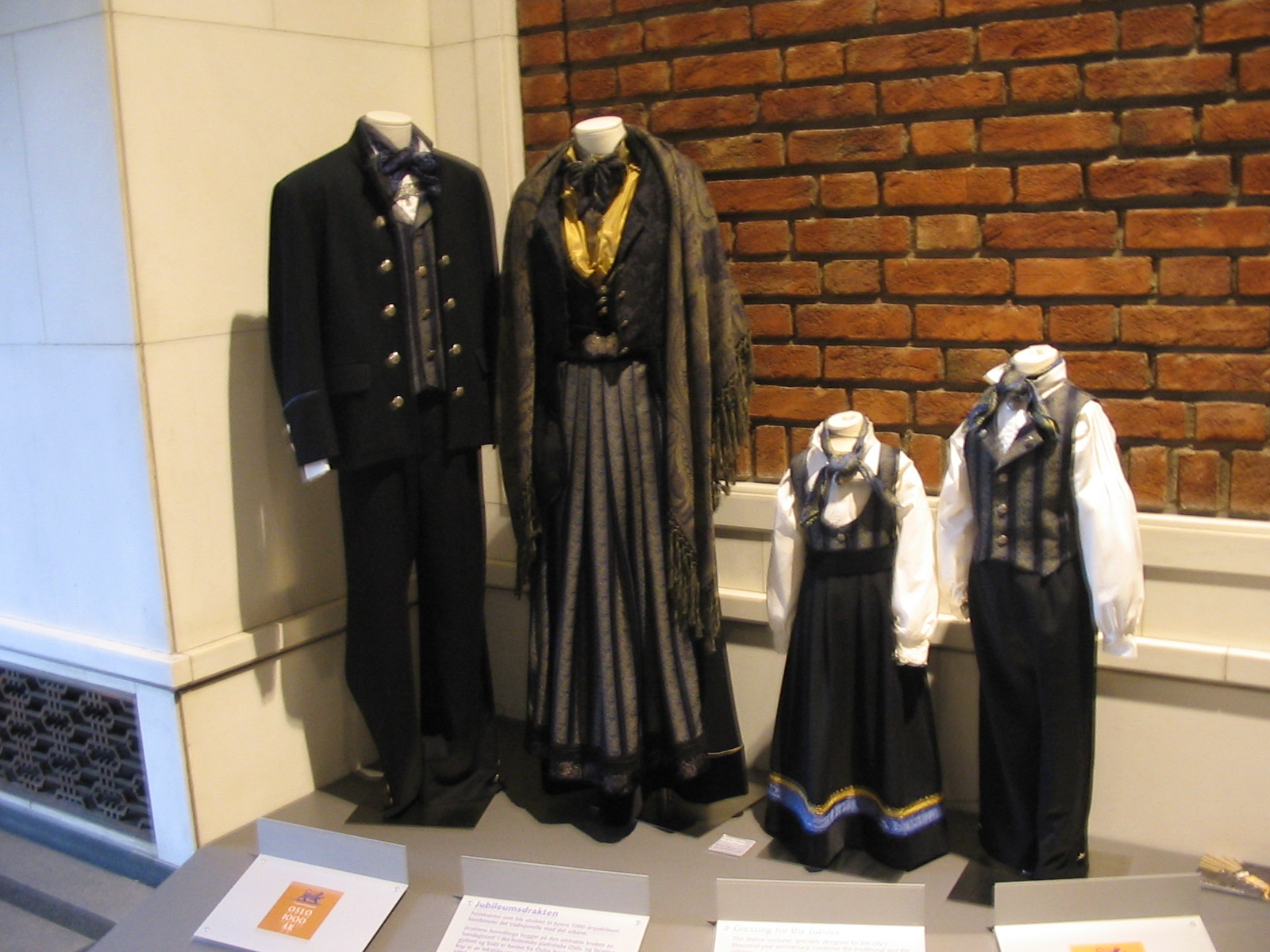
Costumes traditionnels du Jubilé de l'an 2000.

## Criminalité

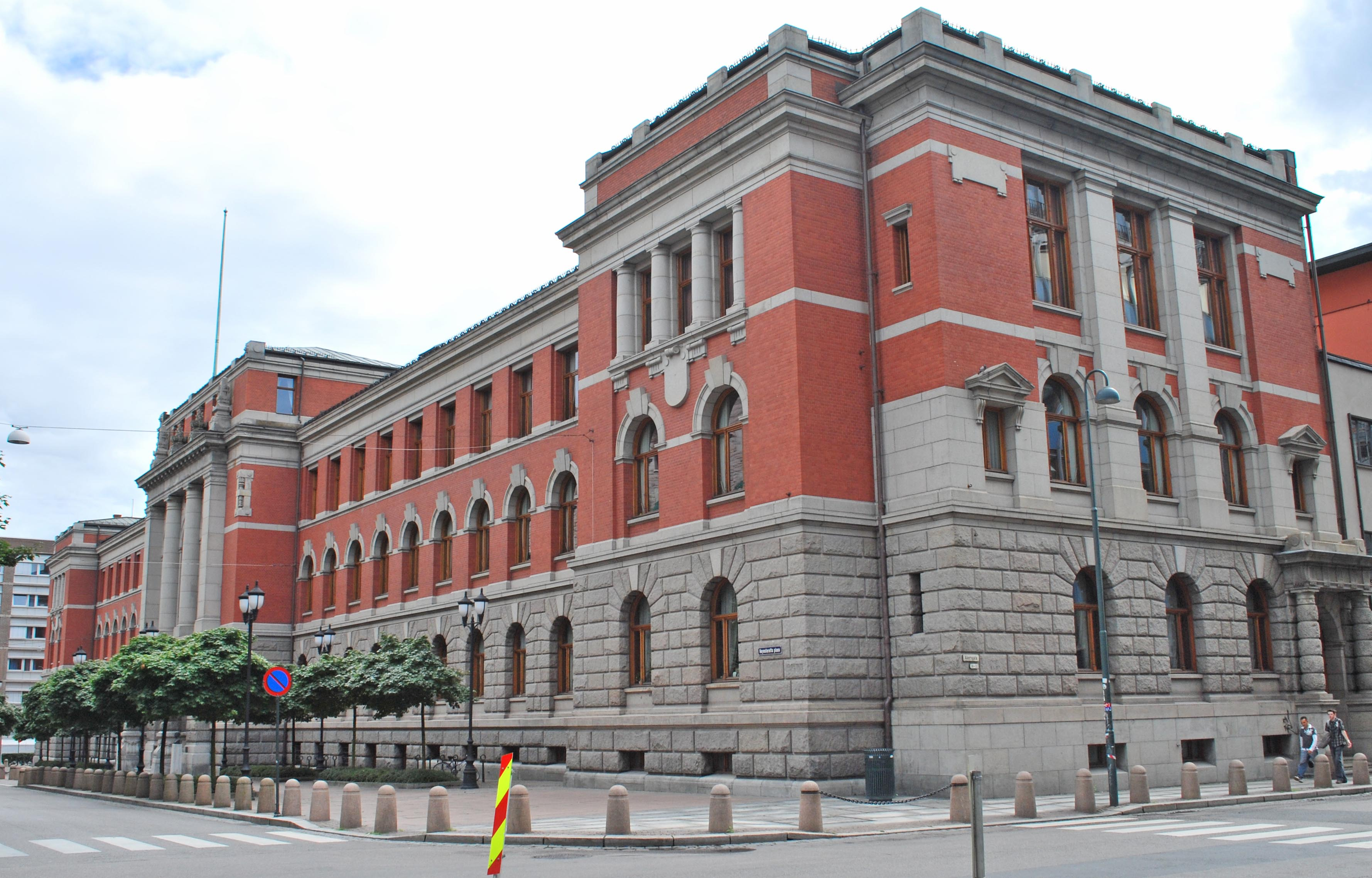
Photographie de la Cour suprême de Norvège en 2008

La police d'Oslo estime que la capitale est l'une des plus sûres d'Europe. Les statistiques ont montré que la criminalité à Oslo est néanmoins en augmentation, et certains médias ont signalé qu'il y avait quatre fois plus de vols à Oslo qu'à New York par habitant,. La police d'Oslo reçoit chaque année plus de 15 000 signalements de vols mineurs. Moins d'un cas sur cent est résolu.

## Relations internationales

### Jumelages
| Ville | Ville              | Pays | Pays        | Période                |
| ----- | ------------------ | ---- | ----------- | ---------------------- |
|       | Anvers             |      | Belgique    |                        |
|       | Artvin             |      | Turquie     |                        |
|       | Belgrade           |      | Serbie      |                        |
|       | Copenhague         |      | Danemark    |                        |
|       | Helsinki           |      | Finlande    |                        |
|       | Kiev,              |      | Ukraine     | depuis le 19 août 2022 |
|       | Londres            |      | Royaume-Uni |                        |
|       | Madison            |      | États-Unis  |                        |
|       | New York           |      | États-Unis  |                        |
|       | Nuuk               |      | Groenland   |                        |
|       | Reykjavik          |      | Islande     |                        |
|       | Rotterdam          |      | Pays-Bas    |                        |
|       | Saint-Pétersbourg  |      | Russie      | depuis 1995            |
|       | Schleswig-Holstein |      | Allemagne   |                        |
|       | Shanghai           |      | Chine       | depuis 2001            |
|       | Stockholm          |      | Suède       |                        |
|       | Tel Aviv           |      | Israël      |                        |
|       | Tórshavn           |      | îles Féroé  |                        |
|       | Varsovie           |      | Pologne     |                        |
|       | Vilnius,           |      | Lituanie    | depuis février 1991    |
|       | Washington         |      | États-Unis  |                        |

## Personnalités
- Carl Wilhelm Boeck (1808-1875), médecin et dermatologue, y est mort.
- Thomas Bennett (1814-1898), négociant britannique, pionnier du tourisme en Norvège, mort à Christiania.
- Johan Selmer (1844-1910), un compositeur norvégien, y est né.
- Anna Caspari Agerholt (1892-1943), écrivaine et activiste des droits des femmes.
- Arne Næss (1912-2009), philosophe et écrivain. Pionnier de l'écologie profonde (deep ecology), terme qu'il a créé en 1973.
- Henriette Bie Lorentzen (1911-2001), résistante et féministe norvégienne.
- Kjetil André Aamodt, skieur alpin aux multiples titres olympiques et mondiaux.
- Sigri Welhaven (1894-1991), sculptrice norvégienne.
- Nic Waal (1905-1960), pédiatre et résistante norvégienne.
- Gro Eva Farseth, connue en France sous son nom marital, Eva Joly.
- Jo Nesbø (1960), romancier.
- Kjell-Ole Haune (1976-), compositeur norvégien.
- Tuva Syversten (1983-), musicienne.
- Aksel Rykkvin (2003), chanteur norvégien.
- Fredrikke Egeberg (1815-1861), pianiste et compositrice norvégienne.
- Astrid Løken (1911-2008), résistante et entomologiste.

## Sport
La ville d'Oslo a accueilli de grands événements internationaux :
- Jeux olympiques d'hiver de 1952 ;
- Championnat du monde de hockey sur glace 1958 ;
- Championnats du monde de ski nordique 1982 ;
- Championnats du monde de cyclisme sur route 1993.

Depuis 2010, la ville accueille tous les ans la 5e manche de la Ligue de diamant d'athlétisme au Bislett stadion.
Oslo est également connue pour son tremplin à ski Holmenkollen, qui accueille tous les ans des épreuves de Coupe du monde. Autour du tremplin se trouvent un stade de ski de fond, un pas de tir de biathlon et des pistes de ski alpin, le lieu se nomme Oslo Vinterpark.
Le football est représenté principalement par le club de Vålerenga (résidant au Ullevaal stadion, qui accueille aussi les matchs de l'équipe nationale de football). Oslo accueille la Norway Cup, un tournoi international de football considéré comme l'un des plus grands tournois de football du monde.
On compte de nombreux clubs de hockey sur glace et de handball.